# Chapelle Saint-Guérin de Saint-Gervais-les-Bains
 (juin 2008).
Si vous disposez d'ouvrages ou d'articles de référence ou si vous connaissez des sites web de qualité traitant du thème abordé ici, merci de compléter l'article en donnant les références utiles à sa vérifiabilité et en les liant à la section « Notes et références ».
La Chapelle Saint-Guérin également appelée localement Chapelle de Cupelin  est une chapelle baroque de confession catholique dédiée à saint Guérin et datant de 1654. Elle est située dans le hameau du même nom, sur les hauteurs de Saint-Gervais-les-Bains en Haute-Savoie en France.

## Description
À l’extérieur, à côté de la porte d’entrée, se dresse la copie d’une croix de mission du XIXe siècle. L’originale se trouve à l’intérieur, elle est ainsi protégée des outrages du temps. On peut y voir accrochés tous les instruments de la passion de Jésus Christ : roseau avec l’éponge, vase de vinaigre, épée, coupe de l’agonie, marteau, clous, lampe de l’escorte qui arrêta Jésus, dès, tenaille.
Le coq qui chanta par trois fois lors du reniement de Pierre se dresse sur le haut de la croix. Les lettres IHS qu’on peut traduire par « IESUS, HOMINUM SALVATOR », "Jésus, Sauveur des hommes", apparaissent au-dessous du coq. Un cœur ensanglanté, enflammé, entouré d’une couronne d’épines, ainsi qu’un crane entre deux tibias entrecroisés complète le tout.
Une fois la porte d’entrée en arc de plein cintre franchie, on découvre une première travée qui appartient à l’édifice primitif.
Au fond de la chapelle, une peinture qui représente le recouvrement de Jésus au temple de Jérusalem est accrochée derrière l’autel formé d’un tronc d’arbre et d’un plateau sommaire. Une analyse rapide de ce tableau laisse penser qu’il a été réalisé par un artiste amateur, probablement local.
Trois statues de bois polychrome : une Vierge à l'Enfant, un saint Pierre et un saint Guérin ajoutent un peu de vie à cette chapelle modeste mais touchante.